# Lepelblijde

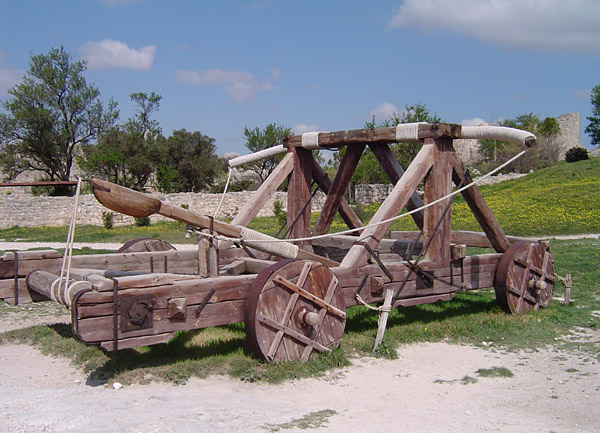
Replica van een lepelblijde.

De lepelblijde is een middeleeuws artilleriewapen. De lepelblijde is net als alle andere artilleriewapens uit de Oudheid en vroege middeleeuwen een katapult; een wapen dat gebruikmaakt van mechanische energie om projectielen weg te schieten.
Moderne replica's zoals vaak tentoongesteld bij oude vestingen zijn meestal katapults met een spanboog en lepelarm, maar het is niet zeker of deze vorm in de middeleeuwen ooit heeft bestaan.

## Werking
De lepelblijde lijkt veel op de Romeinse onager, maar werkt anders. De lepelblijde hoort bij het spangeschut en haalt zijn schietenergie uit de spanning van de boogarm, terwijl de onager torsiegeschut is die zijn energie uit het torsiemoment van getordeerde pezen haalt. Bovendien wordt het projectiel van de lepelblijde uit de lepelarm geslingerd en heeft de onager meestal een slinger.
De lepelblijde is een katapult-belegeringswapen dat het best vergelijkbaar is met een grote lepel op een verrijdbare stellage, getrokken door dieren of mensen. De potentiële energie die nodig is om een projectiel in de lepel naar de vijand te slingeren wordt opgeslagen in de boog die gespannen wordt met een sterk over een as gedraaid touw. De as heeft een ratelmechanisme met pal waardoor de as maar in één richting kan draaien. De boog wordt gespannen door de as te draaien met behulp van stokken en veel mankracht of trekdieren. Door het plotseling ontgrendelen van deze energie en het abrupte tegenhouden van de lepelarm wordt het projectiel met kracht over een voorspelbare afstand naar de vijand geworpen. Het bereik kan worden beïnvloed door het aantal windingen op de as te variëren.
De lepelvormige houder kan meer projectielen tegelijk wegschieten, in tegenstelling tot een houder met slinger, zoals die voorheen vaak werd gebruikt. De lepelblijde werd opgevolgd door de slingerarm, een belegeringswapen dat in staat is om veel grotere rotsblokken en andere projectielen over grotere afstand weg te slingeren.

## Bestaan

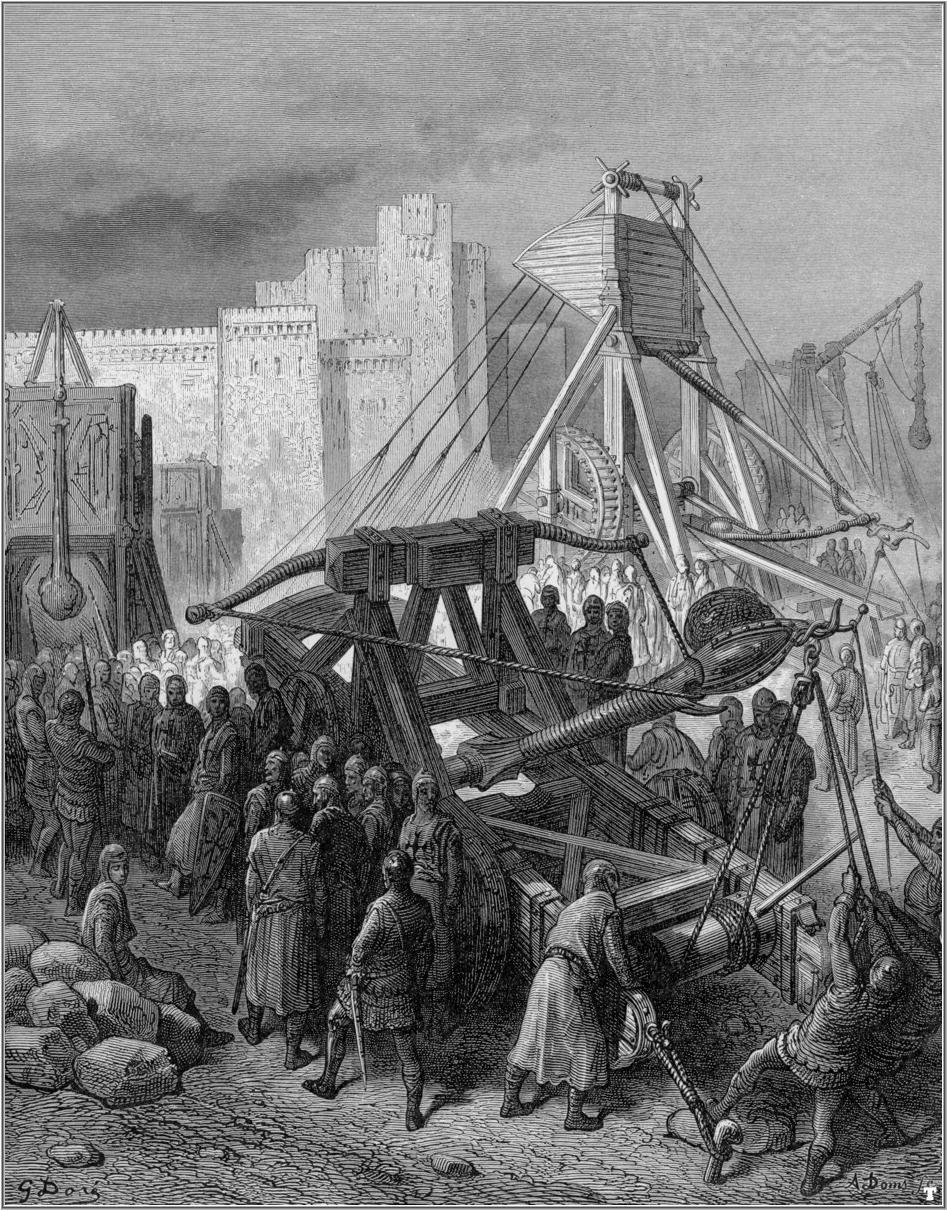
Lepelblijde door Gustave Doré.

Er zijn nooit resten van een dergelijke belegeringsmachine gevonden en er bestaan geen middeleeuwse afbeeldingen van een lepelblijde. De oudste bekende afbeelding van een lepelblijde is in machines de guerre des croisades van graveur Gustave Doré in een uitgave uit 1877 van Histoire des Croisades van de Franse historicus Joseph-François Michaud. De hedendaagse replica's van lepelblijdes werken niet en het lijkt erg omslachtig om een werparm met een boog op spanning te brengen.
In de oudheid bestonden artilleriewapens met composietbogen, maar hierbij werd het projectiel rechtstreeks door de boogpees gelanceerd. Voorbeelden hiervan zijn de gastraphetes, oxybeles en Chuangzi-Nu. Dit zogenaamde spangeschut werd echter al in de 4e eeuw v.Chr. vervangen door het veel krachtigere torsiegeschut, waarvan de Romeinse onager en ballista het bekendst zijn.  Het is mogelijk dat in de middeleeuwen een onager met lepelarm in het Nederlandse taalgebied een lepelblijde werd genoemd.
Een andere mogelijkheid is dat de middeleeuwse lepelblijde een hybride vorm tussen de onager en slingerarmkatapult was: een katapult met slingerarm met aan de ene kant de lepel en aan de andere kant een zwaar contragewicht.

## Etymologie
Lepelblijde is een samenstelling van lepel en blijde. Het Middelnederlandse woord blijde komt van het Middeleeuws Latijnse woord blida "katapult", van Latijn ballista, van Grieks βαλλίστρα ballistra, afgeleid van βάλλω ballō, "gooien".

Moderne replica's van lepelblijdes met boog
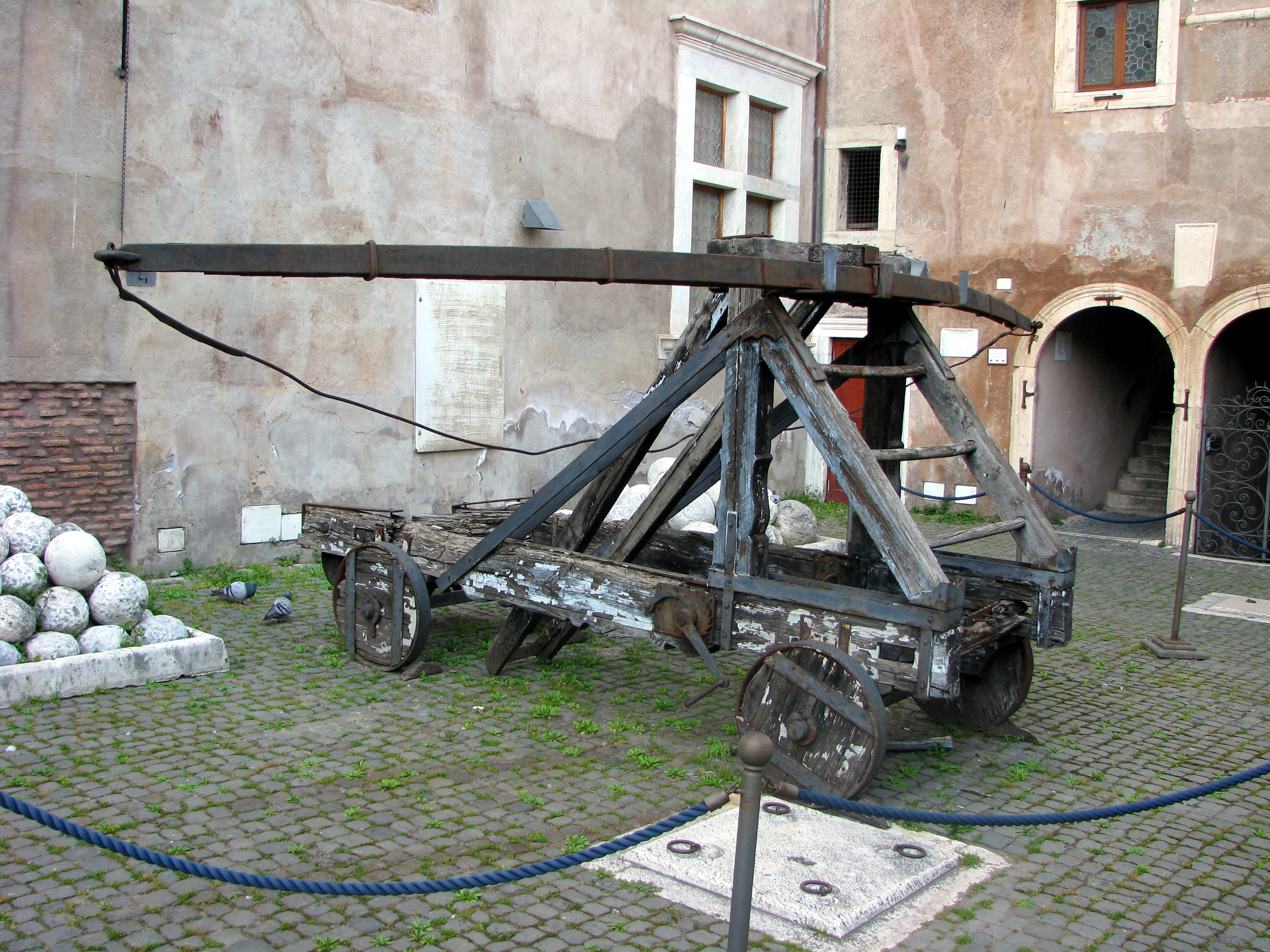
Engelenburcht, Rome, Italië
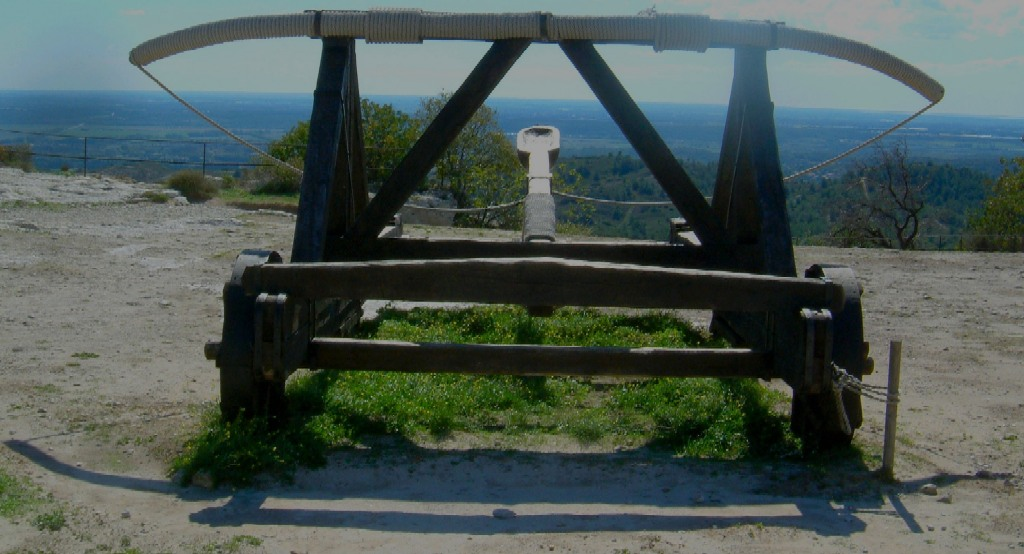
Les Baux-de-Provence, Frankrijk
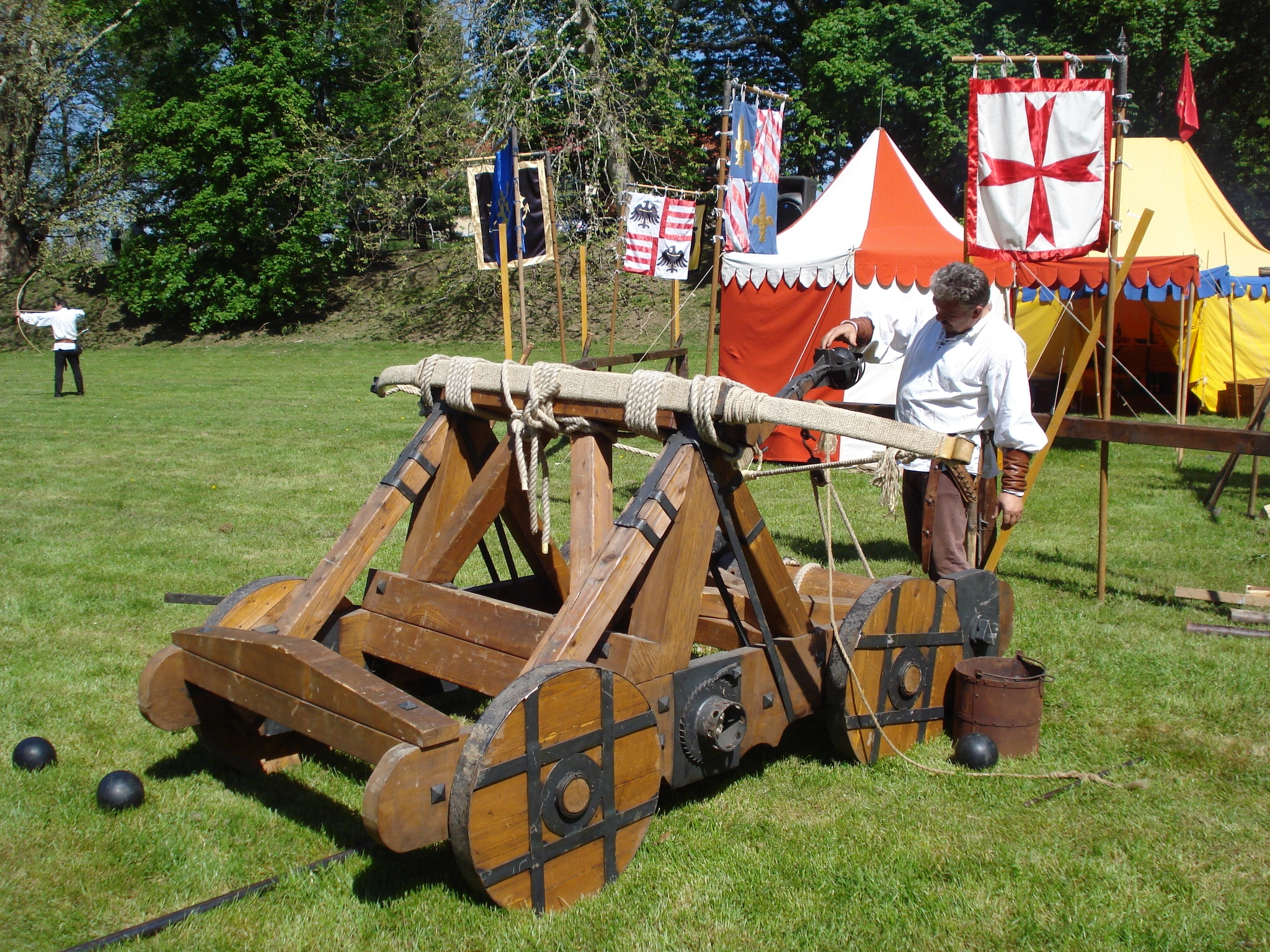
Sveti Ivan Zelina, Kroatië

De verschillende lepelblijdes
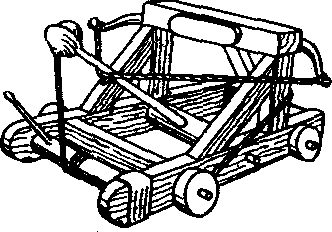
Lepelblijde met spanboog
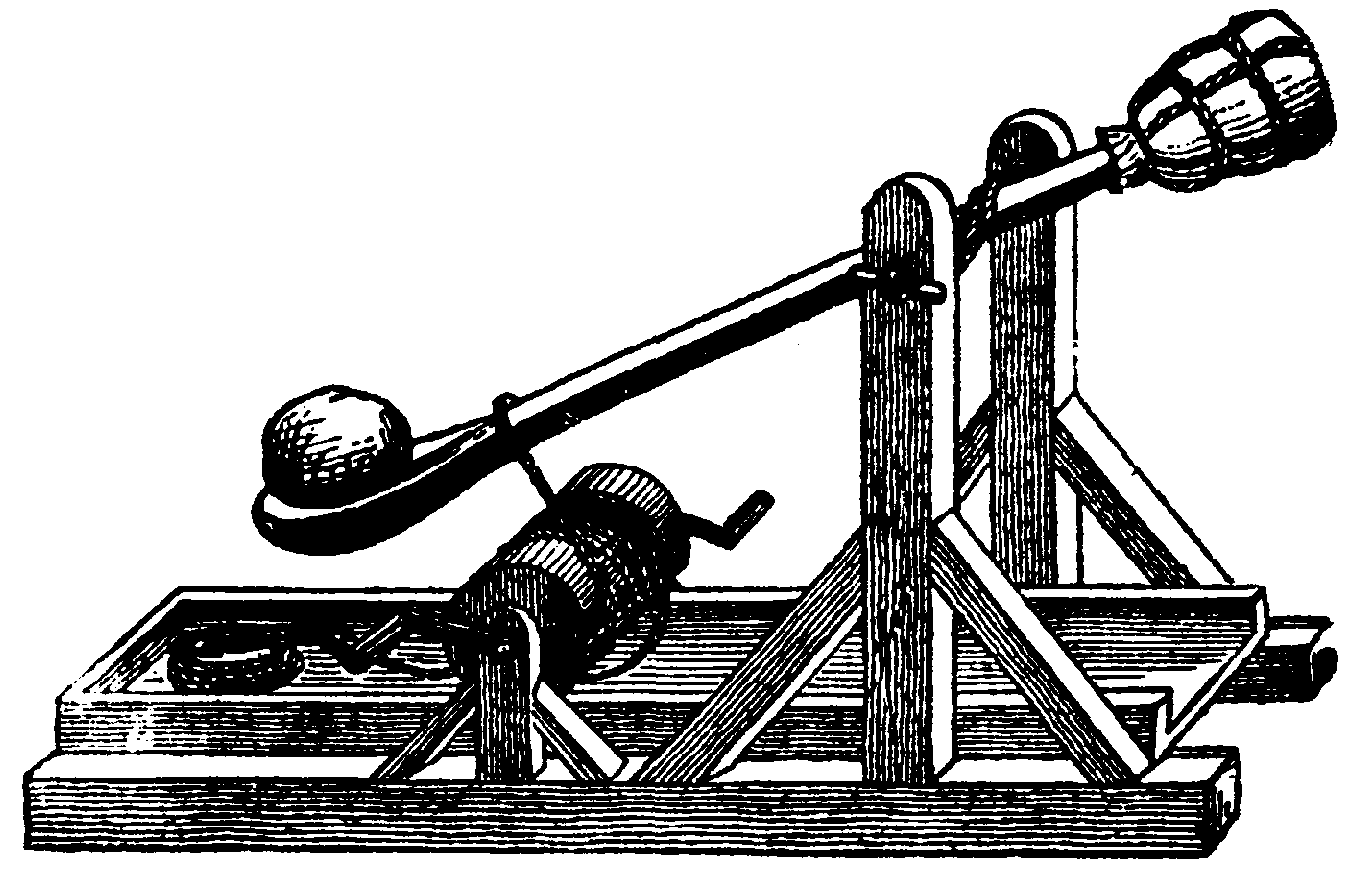
Slingerarm-lepelblijde met contragewicht
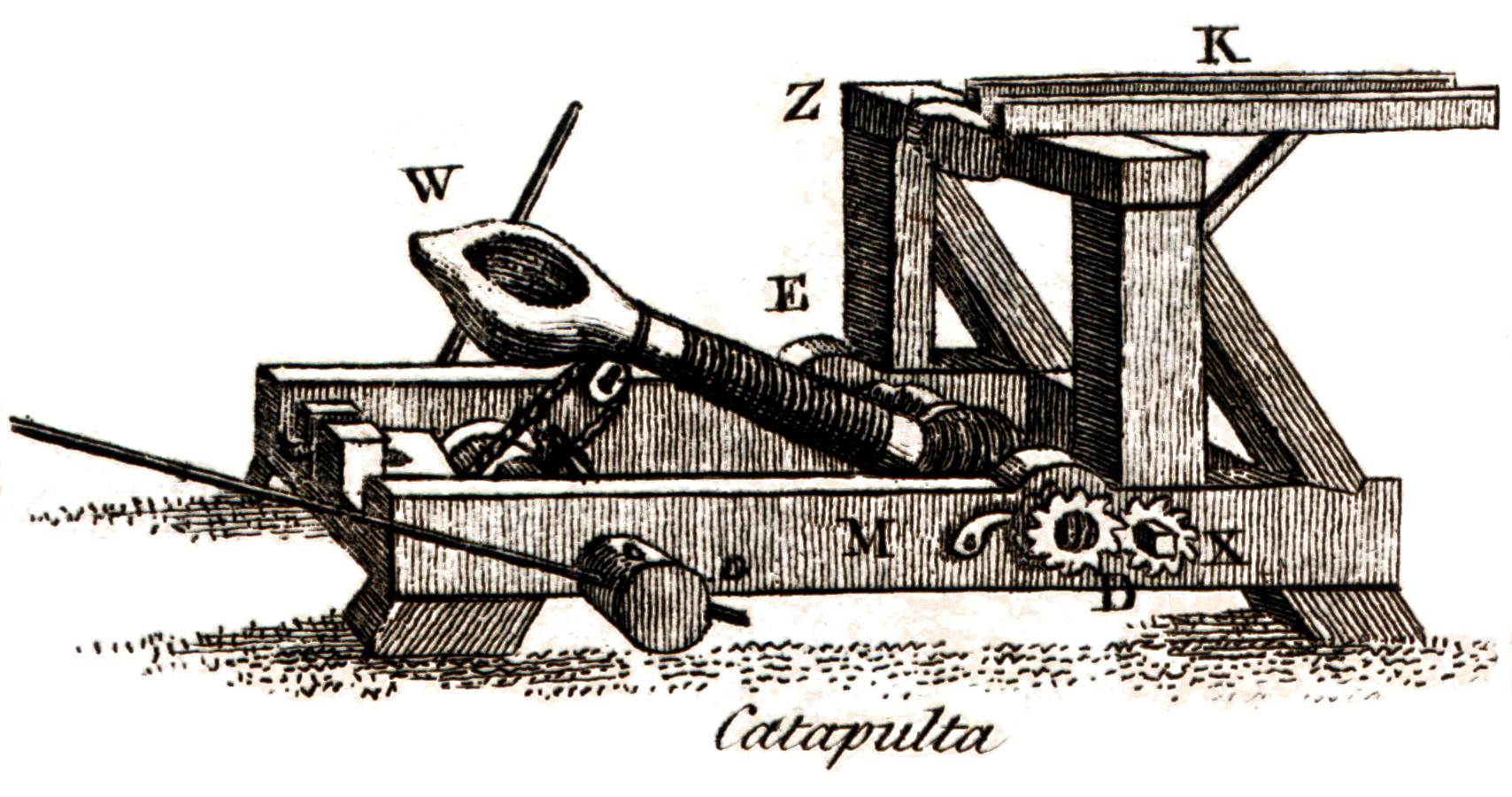
Onager met lepelarm